# 알레산드로 푸치니
알레산드로 푸치니(이탈리아어: Alessandro Puccini, 1968년 8월 28일~)는 이탈리아의 전직 펜싱 선수로 주 종목은 플뢰레이다. 1996년 하계 올림픽 개인전에서 금메달을 획득했다.